# Val Degano
Le val Degano ou Canal de Gorto (Cjanâl di Guart en frioulan) est une des sept vallées de la Carnia. Avec une direction nord-sud il est traversé par le torrent Degano, qui naît à Forni Avoltri pour se jeter dans le Tagliamento entre Enemonzo et Villa Santina.

## Principales communes
Les communes de la vallée sont (nom frioulan entre parenthèses) :
- Forni Avoltri (Fôr Davuàtri) avec 653 habitants en 2010. L’économie du XXIe siècle est essentiellement axée sur le tourisme hivernal et estival, l'usine d’embouteillage des eaux minérales Goccia di Carnia de la source Flèons et les carrières de marbre de Pierabech (extraction de marbre fior di pesco carnico et grigio carnico). En 2005 on comptait 67 entreprises actives dont 1,1 % dans le secteur agricole, 17,2 % dans l’industrie, 18,5 % dans la construction, 38,2 % dans le commerce et le tourisme et 14,8 % dans les services[réf. nécessaire] ;
- Rigolato (Rigulât) 641 habitants en 2001, nombreux monuments historiques ;
- Comeglians (Comelians) 637 habitants en 2001 ;
- Ovaro (Davâr) avec 2 064 habitants en 2010. L'économie de la commune repose principalement sur l’industrie (55 activités) et le tertiaire (agriculture, artisanat et tourisme) ;
- Raveo (Raviei), 506 habitants en 2010.

## Nature et tourisme
Le val Degano offre un milieu naturel caractérisé par des forêts et de nombreuses espèces rares de plantes et fleurs de montagnes. Sur les pentes abruptes, les nombreux édifices religieux et monuments témoignent d’un riche passé historique avec la présence de fresques architecturales uniques (Rigolato et Ovaro).
Ovaro est au départ d'itinéraires de randonnée vers le mont Avedrugno (1 533 m), le monte Zoncolan (1 740 m), le mont Tamai (1 970 m) et le mont Arvènis (1 968 m).

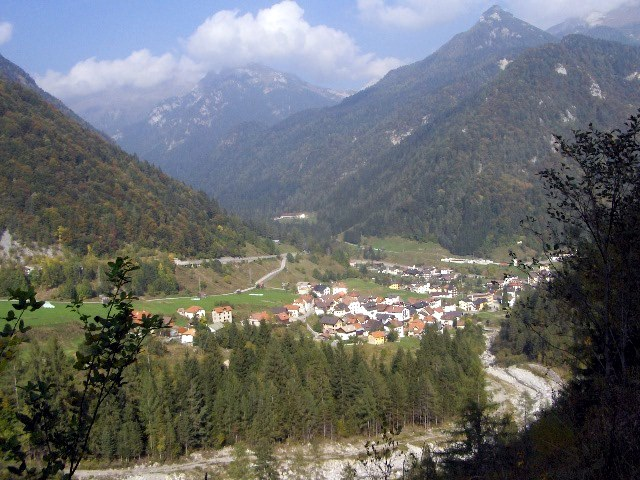
Forni Avoltri
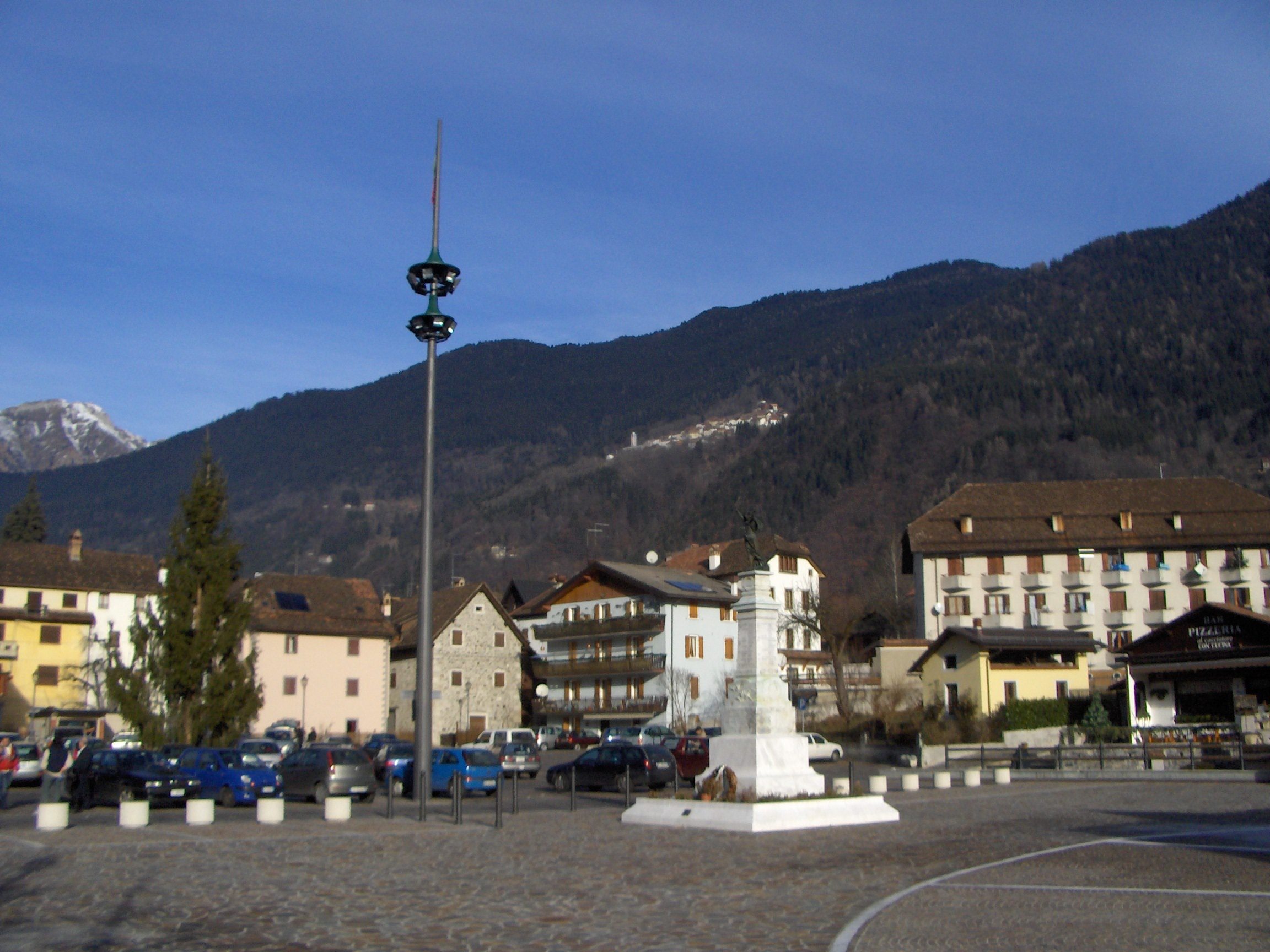
Rigolato